# خاندان گوچی
خاندان گوچی (انگلیسی: House of Gucci) فیلمی در ژانر درام جنایی زندگی‌نامه‌ای و رومانتیک به کارگردانی ریدلی اسکات، محصول ایالات متحده است؛ که در ۹ نوامبر سال ۲۰۲۱ به نمایش درآمد. فیلم‌نامه این اثر نوشته روبرتو بنتیونیا و بکی جانستون و بر پایهٔ کتاب خانهٔ گوچی(۲۰۰۱): داستانی شورانگیز از قتل، جنون، فریبندگی، و طمع به قلم سارا گِی فوردن است. موسیقی این فیلم از هری گرگسون-ویلیامز آهنگ‌ساز بریتانیایی و فیلمبرداری آن، اثر داریوش وولسکی است.
این فیلم داستان زندگی پاتریتسیا رجانی (لیدی گاگا) و مائوریتسیو گوچی (آدام درایور) را دنبال می‌کند؛ که با تغییرات در روابط عاشقانهٔ آن‌ها که از مشکلات و اختلافات کاری آن‌ها ناشی شد؛ نهایتاً تبدیل به نزاعی خانوادگی، برای تحت سلطه درآوردن برند مُد ایتالیایی گوچی شد. جرد لتو، جرمی آیرونز، سلما هایک و آل پاچینو از دیگر بازیگران فیلم هستند.
این فیلم که با بودجه‌ای معادل ۷۵ میلیون دلار تولید شد؛ نهایتاً به فروشی معادل بیش از ۱۵۳ میلیون دلار در گیشه دست پیدا کرد.

## داستان فیلم
«فرناندو رجیانی» پدر «پاتریزیا رجیانی» و صاحب یک شرکت حمل و نقل زمینی است. پاتریزیا توسط دوستش به مهمانی «لوکا سارزانا» در «پلازوسربونلی» دعوت می‌شود؛ و به صورت اتفاقی با «مائوریتسیو گوچی» در بار مشروب مهمانی آشنا و در نگاه اول عاشق او می‌شود. تلاش پاتریزیا برای بیشتر نگه داشتن مائوریتسیو در مهمانی بی‌نتیجه می‌ماند؛ و مائوریتسیو مهمانی را ترک می‌کند.
مائوریتسیو که در تلاش برای موفقیت در آزمون وکالت است؛ به کتابخانه می‌رود؛ و پاتریزیا با تعقیب او، تلاش می‌کند با او قراری مجدد بُگذارد. نهایتاً پاتریزیا با رژ لب شماره خود را روی موتور مائوریتسیو می‌نویسد. درطی تماس مائوریتسیو، صرف ناهار و در ادامه رابطه‌جنسی در قایق، عملاً پیوندی عاشقانه بین آن‌ها شکل می‌گیرد.
مائوریتسیو با رزرو میز در رستوران، پاتریزیا را به پدر خود «رودالفو گوچی» معرفی و با هم معاشرت می‌کنند. رودالفو که احساس می‌کند پاتریزیا به‌دنبال پول مائوریتسیو است؛ با تحقیق از او به پسرش توصیه می‌کند، که فکر ازدواج با پاتریزیا را به خاطر کسب مافیایی پدرش، از سَر بِدر کند و در غیر این‌صورت او را از ارث محروم می‌کند.
مائوریتسیو با بستن چمدان به خانه پدری پاتریزیا می‌رود؛ و با معرفی خودش و پیشنهاد ازدواج، شروع به کار در شرکت حمل و نقل می‌کند. پاتریزیا و مائوریتسیو لحظات عاشقانه‌ای را همراه با سکس در دفتر شرکت، تجربه می‌کنند. زندگی آن‌ها با مراسم ازدواج، همراه با استقبال پرشور خبرنگاران و البته عدم حضور خانواده مائوریتسیو آغاز می‌شود.
در ملاقات «آلدو گوچی» برادر رودالفو که سهامی مساوی در شرکت گوچی با او دارد؛ به رودالفو توصیه می‌کند، که با توجه به سن و اینکه تنها وارث‌اش، مائوریتسیو است؛ پسرش را نزدیک خودش نگه‌دارد. آلدو با تماس تلفنی از پاتریزیا برای شرکت در سالگرد تولدش دعوت می‌کند؛ که با مشورت، مائوریتسیو با اکراه می‌پذیرد. بعد از مراسم، آلدو برای هدیه ازدواج، دو بلیت کُنکُورد به مقصد نیویورک، برای بازدید از کار و کسب خانوادگی به آن‌ها هدیه می‌دهد. که این‌بار هم با اغواء پاتریزیا و رابطه‌دهانی برای او در ماشین، مائوریتسیو راضی به رفتن می‌شود. مائوریتسیو برای پاتریزیا فاش می‌کند، که پدربزرگش دربان هتل بوده‌است؛ و با مشاهده مسافران ثروتمند هتل ایده تولیدات چرمی را عملی کرده و خودش نیز به خاطر داشتن مادری آلمانی یک تاسکانی اصیل نیست.
پاتریزیا به صورت اتفاقی با «پینا اوریما» که یک ساحر و فال‌بین تلویزیونی است، آشنا می‌شود؛ و پینا به او مژده و خبر از ثروت و قدرت را می‌دهد. پاتریزیا با آلدو در فروشگاه گوچی ملاقات می‌کند؛ و از او می‌خواهد، که مائوریتسیو به خانواده او بپیوندد. آلدو که افکار و طرح‌های مد پسرش «پائولو گوچی» را در راستای منافع شرکت نمی‌داند؛ از این پیشنهاد استقبال می‌کند. آلدو از مائوریتسیو و پاتریزیا برای آشنایی با کاروکسب خانوادگی و بازدید از مزرعه و تولیدی چرم‌شان دعوت می‌کند و به صورت رسمی به مائوریتسیو پیشنهاد کار به عنوان رئیس امور بین‌الملل گوچی که دست راست آلدو است، را می‌دهد. آن‌ها به پنت‌هاوسی در نیویورک می‌رود و پاتریزیا خبر حاملگی‌اش را به مائوریتسیو می‌دهد. مائوریتسیو با عکاسی از فراز برج لحظات احساسی را رقم می‌زند و در نهایت در حمام به هم پیوسته معاشقه می‌کنند.
پائولو که طرح‌هایش مورد قبول آلدو نیست؛ در ملاقات با رودالفو، از کلکسیون کوبای آزاد، رونمایی می‌کند. اما رودالفو نیز همچون برادرش آلدو با تحقیر کردن و بی‌کفایت خواندن طرح‌های پائولو، او را از خود می‌راند. «آلساندرا گوچی» فرزند مائوریتسیو و پاتریزیا به دنیا می‌آید؛ و در همین بین مائوریتسیو از بیماری مطلع می‌شود. در ملاقات با پدر مشخص می‌شود؛ اسم فرزند برگرفته از نام مادر مائوریتسیو است؛ و این ذکاوت پاتریزیا، باعث آشتی پدر و پسر می‌شود. بعد از فوت پدر مائوریتسیو، «دومنیکو دی‌سوله» وکیل رودالفو با مشخص کردن دارایی‌های رودالفو، برای آن‌ها فاش می‌کند که او برگه ۵۰ درصدی سهام شرکت گوچی را امضاء نکرده‌است؛ و این باعث ایجاد مالیات بر ارث به میزان ۱۴ میلیارد لیر می‌شود؛ که برای تصفیه با دولت باید مقداری از سهام به‌فروش برسد؛ که البته با مخالفت پاتریزیا موضوع مسکوت می‌ماند.
پینا در ملاقات با پاتریزیا خبر از خیانت و سوءاستفاده از اعتماد را به او می‌دهد؛ و به او توصیه می‌کند به هیچ‌کس اعتماد نکند؛ و با همراه داشتن وسیله‌ای به رنگ قرمز و پوشیدن لباس‌های سبز و با به‌دست گرفتن کنترل زندگی در کنار عشق‌اش با فتح دنیا، مَلکه شود. پاتریزیا به صورت اتفاقی متوجه محصولات های‌کپی با قیمت‌های مناسب در بازار می‌شود. پاتریزیا که عصبی و نگران شده، متوجه می‌شود سیاست آلدو بر ساختن امپراتوری گوچی و استفاده همگانی از محصولات است؛ و این درحالیست که کیفیت هنوز مخصوص ثروتمندان می‌ماند.
در فشن شو بهاره جیانی ورساچه میلان سال ۱۹۸۳ مائوریتسیو با طراح مد والتر آشنا و از او برای کار دعوت می‌کند؛ با پاسخ منفی والتر، مائوریتسیو متوجه کیفیت پایین‌تر محصولاتشان می‌شود. پاتریزیا که هنوز عصبانی است؛ به مائوریتسیو پیشنهاد برکناری آلدو و پائولو که اینک پدرش مقداری از سهام را در اختیار او قرار داده‌است، را می‌دهد.
با نیرنگ پاتریزیا و تعریف بی‌جا از استعداد پائولو و توصیه به راه‌اندازی خط تولید شخصی، پائولو سندهایی از برگه‌های خوداظهاری نشده از درآمدهای مالیاتی که از سه منشی پیشین آلدو بدست آمده‌است؛ را برای تحت فشار گذاشتن آلدو، در اختیار مائوریتسیو می‌گذارد. آلدو توسط وزارت خزانه داری آمریکا دستگیر و در دادگاه به یک‌سال و یک‌ماه حبس محکوم می‌شود. خطوط تولید پائولو راه‌اندازی می‌شود؛ و در اولین فشن‌شو، پلیس به دلیل نقض قوانین کپی‌رایت شرکت گوچی، جلوی پائولو را می‌گیرد. پائولو که متوجه خیانت مائوریتسیو شده‌است؛ در مقابل فروش سهام‌اش همچنان مقاومت می‌کند. اما با ورود پلیس امنیت اقتصادی به خانه مائوریتسیو، او به سن موریس سوئیس از را زمینی و با موتورسیکلت فرار می‌کند؛ و مشخص می‌شود پاتریزیا برای فرار از مالیات بر ارث، برگه ۵۰ درصدی سهام گوچی و امضای رودالفو را جعل کرده‌است؛ ولی با انداختن فکر دسیسه، پائولو و دومنیکو را مقصر اعلام می‌کند؛ که البته مائوریتسیو باور نمی‌کند.
مائوریتسیو در هنگام اسکی با دوست سابق خانوادگی‌اش «پائولا فرانکی»، ملاقات می‌کند. مائوریتسیو که تقریباً مطمئن است اعمال پاتریزیا باعث این درگیری شده‌است؛ با پائولا یک رابطه احساسی را آغاز می‌کند؛ و از پاتریزیا درخواست می‌کند، تا حل مشکلات از خانواده گوچی، دور بماند. پاتریزیا که به رابطه آن‌ها مشکوک شده، بی‌پرده، از دزدی کردن عشقش از روی تکبر و خودخواهی یا لذت شخصی که اصلاً باورش ندارد؛ با پائولا صحبت کرده و به او هشدار می‌دهد. اما مائوریتسیو از پاتریزیا می‌خواهد به میلان برگشته و بدین صورت با همبستر شدن با پائولا به او خیانت می‌کند.
به پیشنهاد دومنیکو، مائوریتسیو با گرفتن یک شریک اقتصادی که شرکت اینوستکورپ و مالکیت آن یک عراقی به‌نام «نمیر قیردار» است؛ از فرصت بدهی‌های زیاد پائولو استفاده کرده، سهام او را می‌خرد؛ و تبدیل به سهامدار عمده شرکت گوچی می‌شود. مائوریتسیو با هدیه‌دادن کفش بورگاندی (قرمز مایل به شرابی) از کلکسیون ابدی موزه متروپولیتن نیویورک سایز ده آمریکایی که در هیچ فروشگاهی نیست به نمیر، او را برای خریدن الباقی سهام گوچی ترغیب می‌کند. با آزادشدن آلدو و همراهی پائولو تا منزل، او که تصمیم به ادامه کار دارد متوجه فروش سهام پائولو و نابودی‌اش می‌شود؛ و در ملاقات با نمیر و حضور مائوریتسیو مجبور به فروش الباقی سهام می‌شود.
مائوریتسیو با ارسال برگه‌های طلاق توسط دومنیکو برای پاتریزیا به او پیشنهاد داشتن حقوق، پنت هاوس و حضانت مشترک آلساندرا را می‌دهد؛ که البته او زیر بار طلاق نمی‌رود. پاتریزیا به دیدن مائوریتسیو می‌رود و از او التماس می‌کند که به خاطر آلساندرا به خانه برگردد؛ و البته که درخواستی محال است. پینا و پاتریزیا در حمام گِل، تصمیم به گرفتن زهره‌چشم از مائوریتسیو می‌گیرند؛ و پاتریزیا با گذاشتن پیام تهدیدآمیز، قول برهم‌زدن آرامش و رسواکردن‌اش را می‌دهد. پاتریزیا با استخدام دو سیسیلی با نام‌های «ایوانا و چرالو» و با دستمزد ۶۰۰ میلیون لیر، حکم بر ترور مائوریتسیو می‌دهد.
مائوریتسیو که با کمک «تام فورد» طراح مد تگزاسی توانسته به صورت محدود کار و کسب گوچی را توسعه دهد؛ در ملاقات با نمیر، متوجه ضرر ۳۰ میلیون دلاری از سود ۱۸۰ میلیون دلاری ناشی از حذف محصولات کوچک و زینتی آلدو و بدهی‌های که از خریدهای متعدد عتیقه برای فروشگاه‌ها، ماشین‌های متعدد و پنت هاوس‌های مُجلل به وجود آمده‌است؛ و پیش‌بینی شده که در سال‌های آتی افزایش یابد، می‌شود. نمیر به مائوریتسیو پیشنهادی معادل ۱۵۰ میلیون دلار برای خرید ۵۰ درصد سهام گوچی به مدیرعاملی دومنیکو را می‌دهد.
پاتریزیا، برهنه و غوطه‌ور در وان حمام، منتظر خبر ترور مائوریتسیو توسط ایوانا و چرالو است؛ و مائوریتسیو بعد از خوردن قهوه و در هنگام رسیدن به خانه با دوچرخه‌اش به قتل می‌رسد. پاتریزیا که خود را وارث امپراتوری گوچی می‌داند با بیرون انداختن محترمانه پائولا وارد منزلش می‌شود.
دوسال بعد و در سال ۱۹۹۷ در دادگاه، پاتریزیا به ۲۹ سال حبس محکوم شد. آلدو گوچی در سال ۱۹۹۰ بر اثر سرطان پروستات فوت کرد و پائولو در سال ۱۹۹۵ در فقر کامل در لندن از دنیا رفت؛ در همان سال گوچی به عنوان یک شرکت سهامی عام ثبت شد؛ و با هدایت دومنیکو دی‌سوله و تام فورد و با همکاری مارکو بیزاری و «آلساندرو میکله» به درخشش و موفقیتی جهانی در عرصه مد دست پیدا کرد و امروزه با ارزش ۶۰ میلیارد دلار یکی از بزرگترین برندهای دنیا است. درحال حاضر هیچ‌یک از اعضای خانواده گوچی در برند حضور ندارند.

## بازیگران
- لیدی گاگا در نقش پاتریتسیا رجانی
- آدام درایور در نقش مائوریتسیو گوچی
- جرد لتو در نقش پائولو گوچی
- جرمی آیرونز در نقش رودولفو گوچی
- سلما هایک در نقش جوزپینا «پینا» اوریما
- آل پاچینو در نقش آلدو گوچی
- جک هیوستون درنقش دومنیکو دی سول
- ریو کارنی در نقش تام فورد
- کامیل کوتین در نقش پائولا فرانچی
- وینسنت ریوتا در نقش فرناندو رگیانی
- الکسیا مورای در نقش سیلوانا رگیانی
- میا مک گاورن زینی در نقش الساندرا گوچی
- فلورانس اندروز در نقش جنی گوچی
- مادالینا دیانا گنه‌آ در نقش سوفیا لورن
- یوسف کرکور در نقش نمیر قیردار
- مهدی نبو در نقش سعید
- میلود مراد بنامارا در نقش عمر
- آنتونلو آنونزیاتا در نقش کارل لاگرفلد
- کاترین واکر در نقش آنا وینتور
- مارتینو پالمیسانو در نقش ریچارد اودان

## تولید
ریدلی اسکات پس از به دست آوردن حق انتشار کتاب فوردن در اوایل دههٔ ۲۰۰۰، می‌خواست فیلمی دربارهٔ خانوادهٔ گوچی بسازد. این پروژه برای چندین سال رها شده بود و بعداً شماری از کارگردانان و بازیگران برای حضور در این پروژه مطرح شده بودند. در نوامبر ۲۰۱۹ خبر حضور ریدلی اسکات و لیدی گاگا در این پروژه اعلام شد. بسیاری از بازیگران باقی‌مانده در تابستان بعد به آن پیوستند و مراحل فیلم‌برداری از فوریه تا مهٔ ۲۰۲۱ در ایتالیا به طول انجامید.

## اکران
مراسم افتتاحیهٔ جهانی خانهٔ گوچی در ۹ نوامبر ۲۰۲۱ در اودئون میدان لستر در لندن برگزار شد. این فیلم در ۲۴ نوامبر ۲۰۲۱ از طریق یونایتد آرتیستس ریلیزینگ به‌صورت سینمایی در ایالات متحده اکران شد. این فیلم نقدهای ضد و نقیضی از سوی منتقدان دریافت کرده‌است؛ اما نقش‌آفرینی بازیگران با تحسین منتقدان همراه بوده و در زمینهٔ لحن متناقض فیلم مورد انتقاد قرار گرفته‌است.

## جوایز
این فیلم در مجموع ۸۹ بار کاندیدای دریافت جایزه از جشنواره‌های معتبر جهانی فیلم شد؛ و ۱۴ بار موفق به کسب آن گردید.
لیدی گاگا نامزد بهترین بازیگر نقش اول زن فیلم درام (گلدن گلوب ۲۰۲۲)
نامزد بهترین گریم فیلم (اسکار ۲۰۲۲)
نامزد بهترین فیلم انگلیسی زبان (بفتا ۲۰۲۲)
لیدی گاگا نامزد بهترین بازیگر نقش اول زن فیلم درام (بفتا ۲۰۲۲)
نامزد بهترین گریم فیلم (بفتا ۲۰۲۲)
لیدی گاگا و جرد لتو به ترتیب نامزدهای جوایز فیلم به انتخاب منتقدان، جوایز انجمن بازیگران فیلم و جایزه برای بهترین بازیگر زن و بهترین بازیگر نقش مکمل مرد شده‌اند.